# Carcarès-Sainte-Croix
Carcarès-Sainte-Croix è un comune francese di 540 abitanti situato nel dipartimento delle Landes nella regione della Nuova Aquitania.

## Storia

### Simboli
Il comune ha adottato uno stemma nel 2025.

## Società

### Evoluzione demografica
Abitanti censiti